# Mopar
Mopar é a divisão de peças, serviços e atendimento ao cliente da fabricante de automóveis Stellantis North America. Além disso, eles atuam como um vendedor principal de acessórios OEM, que vende peças e acessórios para as marcas Stellantis sob a marca Mopar. O nome é uma junção das palavras "MO tor" e "PARts". A palavra "mopar" também é usada como apelido por entusiastas dos produtos fabricados pela Chrysler para se referir a qualquer produto fabricado pela empresa. No Brasil, a empresa atua como pós-venda da Fiat.
A Mopar também projeta e constrói um pequeno número de veículos personalizados.

## História

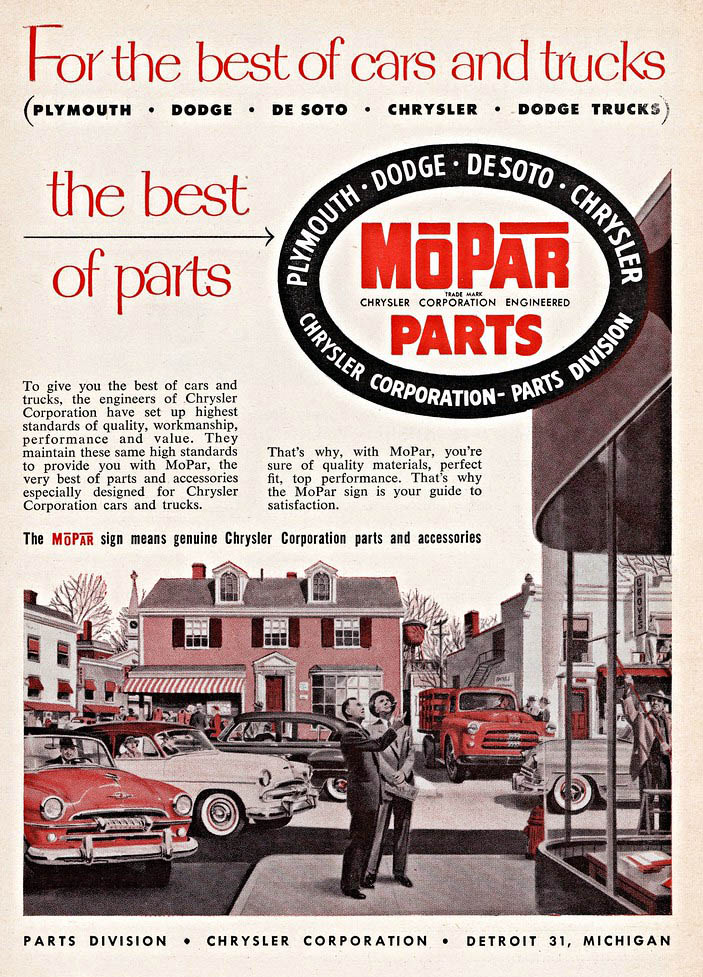
Anúncio ilustrado da Mopar de 1954

O termo foi usado pela primeira vez pela Chrysler na década de 1920 e foi introduzido como uma marca a partir de 1937. O nome "Mopar" foi criado por um comitê para usar em latas de anticongelante da "Chrysler Motor Parts".
As peças Mopar são peças fabricadas como equipamento original para veículos da Stellantis North America. O termo "Mopar" passou a ser amplamente utilizado entre os entusiastas de automóveis como uma referência inequívoca aos veículos produzidos pela antiga empresa-mãe Chrysler Corporation/Chrysler Group LLC, agora Stellantis North America.
O termo tornou-se assim uma palavra inclusiva para qualquer veículo fabricado pela Chrysler - quase qualquer Dodge, Chrysler, Plymouth, Imperial, DeSoto ou Dodge Trucks/Ram . Por extensão, também é usado para veículos Jeep e AMC construídos após a compra da American Motors Corporation pela Chrysler em 1987, incluindo a curta marca Eagle.
No Canadá, as peças da Chrysler foram vendidas sob as marcas "Chryco" e "AutoPar" até que a marca Mopar foi introduzida no mercado daquele país, no final dos anos 1970.

## Carros personalizados
A Mopar não possui linhas de montagem exclusivas. Existem 13 Mopar Custom Shops que instalam acessórios escolhidos pelo cliente em seus veículos antes da entrega.
Existem também versões Mopar de edição limitada de veículos da Stellantis. Estes são comercializados com pintura personalizada e equipados com várias modificações de desempenho e cosméticas Mopar.
Um exemplo foi o Dodge Dart 2013 com acabamento em preto com uma faixa de corrida impressa em offset Mopar Blue e com direção ajustada para esporte, escapamento, freios premium com rotores ranhurados, suspensão esportiva rebaixada, rodas de alumínio de 18 polegadas pretas brilhantes com pneus 225/40R18 de desempenho com planos de produção para 500 unidades.
Uma edição especial do Mopar 2017 Dodge Challenger foi apresentada no Chicago Auto Show 2017 como parte do 80º aniversário da marca Mopar. Um total de 160 foram construídos: metade foi acabada em "contusion blue" com efeitos de preto como breu e a segunda metade em "billet silver" com detalhes em preto breu.

## Patrocínio
Ao longo dos seus 80 anos, a Mopar patrocinou vários pilotos em várias séries de esportes motorizados.
Em 1996, a Mopar patrocinou o carro nº 30 de Jimmy Hensley na NASCAR Craftsman Truck Series. De 2004 a 2007, a Mopar patrocinou o carro nº 9 dirigido por Kasey Kahne na Nextel Cup Series para o Bank of America 500 no Charlotte Motor Speedway. Eles também patrocinaram seu carro de corrida.
Nos Estados Unidos e Canadá, a Mopar participa da Fórmula D. Os pilotos da Formula Drift são Samuel Hübinette e, no Canadian Drift Championship, Vanessa Ozawa, Kevin Huynh e John Yakomoto. A Mopar patrocinou o corredor de arrancada da NHRA Allen Johnson na divisão Pro Stock daquela série por 20 anos, mas para a temporada de 2016 eles patrocinaram Jegs Coughlin Jr. e Erica Enders-Stevens.
A Mopar permanece ativa em eventos de corrida de arrancada. Patrocina os pilotos Don Schumacher Racing, como Tony Schumacher, nas classes Funny Car e Top Fuel da NHRA Mello Yello Drag Racing Series. Os motoristas do Mopar Dodge Challenger Drag Pak são elegíveis para uma variedade de prêmios e benefícios de contingência Mopar.
A Mopar patrocina o Mopar Mile-High NHRA Nationals realizado todo mês de julho em Denver. É o patrocínio mais antigo em todas as corridas de arrancada.